# Don Matías
Don Matías est une municipalité située dans le département d'Antioquia, en Colombie.

## Personnalités liées à la municipalité
- Antonio Agudelo (1959-) : coureur cycliste né à Don Matías.